# Maurizio Bobbato
Maurizio Bobbato (Castelfranco Veneto, 17 febbraio 1979) è un ex mezzofondista italiano, specializzato negli 800 metri piani.

## Biografia
Nel luglio 2015, dopo diciassette anni di più che onorata carriera nel campo della velocità, annuncia il suo ritiro dalla carriera agonistica.

### Dopo il ritiro
Smesso con l'agonismo, inizia a collaborare con la 6più per portare l'attività fisica all'interno delle aziende.

## Palmarès
| Anno | Manifestazione | Sede       | Evento    | Risultato | Prestazione | Note |
| ---- | -------------- | ---------- | --------- | --------- | ----------- | ---- |
| 2005 | Mondiali       | Helsinki   | 800 metri | Batteria  | 1'48"36     |      |
| 2005 | Universiadi    | Smirne     | 800 metri | Batteria  | 1'52"45     |      |
| 2006 | Europei        | Göteborg   | 800 metri | Batteria  | 1'48"21     |      |
| 2007 | Europei indoor | Birmingham | 800 metri | Bronzo    | 1'48"71     |      |

## Campionati nazionali
- 1 volta campione italiano assoluto negli 800 metri piani (2006)
- 3 volte campione italiano assoluto indoor negli 800 metri piani (2005, 2006, 2007)
- 1 volta campione nazionale assoluto indoor nei 1500 metri piani (2007)

## Altre competizioni internazionali
2006
- Argento in Coppa Europa di atletica leggera indoor ( Liévin), 800 m - 1'50"05